# 605901 Montághimre
605901 Montághimre è un asteroide della fascia principale. Scoperto nel 2000, presenta un'orbita caratterizzata da un semiasse maggiore pari a 3,078304 UA e da un'eccentricità di 0,234783, inclinata di 12,532894° rispetto all'eclittica.